# Proceedings of the British Academy
La Proceedings of the British Academy est une série de volumes académiques sur des sujets liés aux sciences humaines et aux sciences sociales. Le premier volume a été publié en 1905. Jusqu'en 1991, les volumes (apparaissant annuellement à partir de 1927) se composaient principalement des textes de conférences et d'autres documents lus à l'académie, plus les notices nécrologiques ou "mémoires" des boursiers de l'Académie britannique. À partir de 1992, les Actes sont devenus une série irrégulière par l'ajout de volumes thématiques d'articles, généralement issus de conférences universitaires tenues à l'académie. Après 2011-2012, la publication des textes des conférences a été transférée au nouveau accès en ligne libre Journal of the British Academy, et la publication des notices nécrologiques a été transférée séparément dans Biographical Memoirs of Fellows of the British Academy. La série Proceedings of the British Academy se concentre donc désormais sur la publication de volumes thématiques d'essais et est ouverte aux propositions des rédacteurs en chef de volumes potentiels.
La série a toujours été publiée pour le compte de la British Academy par Oxford University Press. Depuis 2012, le contenu des volumes a également été inclus dans British Academy Scholarship Online.

## Source de la traduction
- (en) Cet article est partiellement ou en totalité issu de l’article de Wikipédia en anglais intitulé « Proceedings of the British Academy » (voir la liste des auteurs).